# Milton Rosen

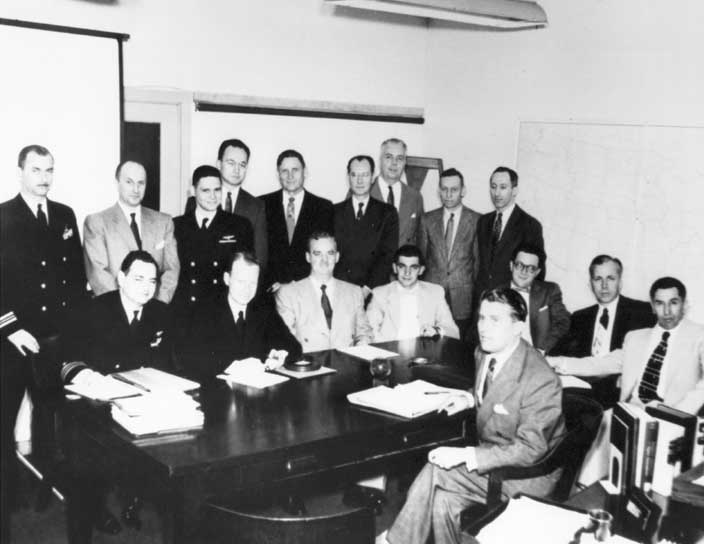
Foto da equipe do Projeto Orbiter de 1955, onde se pode ver Milton Rosen de pé, no fundo à direita.

Milton W. Rosen (✰ 25 de julho de 1915) foi um antigo engenheiro da Marinha dos Estados Unidos e mais tarde e gerente de projetos em vários programas da NASA entre o final da Segunda Grande Guerra e o início do Projeto Apollo.
Entre outros projetos, ele liderou o desenvolvimento dos foguetes Viking e Vanguard, além de ter exercido influência decisiva em decisões críticas no início da história da NASA que levaram à definição das características do foguete Saturno que foi peça fundamental para o sucesso do programa Norte americano de missões tripuladas à Lua, o Projeto Apollo.